# ДЮСШ № 3 (Івано-Франківськ)
Комунальний заклад «Івано-Франківська дитячо-юнацька спортивна школа № 3 Івано-Франківської міської ради Івано-Франківської області» — державний позашкільний навчальний заклад спортивного профілю, заснований 1 жовтня 1982 року.
Школа знаходиться по сусідству з школою більш вузького профілю СДЮШОР «Прикарпаття».

## Основна інформація
ДЮСШ № 3 було засновано 1 жовтня 1982 року.
Протягом 2008—2013 років школою підготовлено 11 майстрів спорту України, 84 кандидати в майстри спорту України та 117 першорозрядників.
На початку січня 2018 року ДЮСШ № 3 очолив тренер з кульової стрільби Павло Бойчук, що змінив на цій посаді багаторічного керівника Петра Попадинця.
Станом на 2019 рік ДЮСШ має I рівень акредитації та об'єднує в собі 7 відділень з 6 видів спорту: футбол (хлопці та дівчата), шахи, гандбол, тхеквондо WTF, важка атлетика та кульова стрільба. 54 навчальні групи відвідує більше 700 вихованців та обслуговує 27 викладачів (18 з яких є штатними, а 9 працюють за сумісництвом). Серед тренерського складу ДЮСШ чимало викладачів мають вищу категорію кваліфікації, зокрема: Павло Бойчук, Ігор Йосипів, Ігор Кобилянський, Іван Олійник та Віктор Поптанич. 2008 року викладачу шахів Ігорю Кобилянському було присвоєно звання «Заслужений тренер України».
Жіноча футбольна команда «Станіславчанка-ДЮСШ №3», заснована на базі школи, бере участь у змаганнях першої ліги чемпіонату України серед жінок. Чоловічі футбольні команди ДЮСШ беруть участь у змаганнях ДЮФЛ України, чемпіонаті Івано-Франківської області серед колективів фізкультури та чемпіонаті ДЮФЛ області.

## Відомі випускники
- Худоб'як Ігор Ярославович — український футболіст, екс-гравець збірної України.
- Хомин Андрій Романович — український футболіст, екс-гравець збірних України та Туркменістану.
- Шотурма Петро Миколайович — український футзаліст, учасник Чемпіонату світу та Чемпіонату Європи з футзалу.
- Яковишин Оксана Василівна — українська футболістка, учасниця Чемпіонату Європи з футболу серед жінок.
- Іванишин Мар'яна Юріївна — українська футболістка, гравчиня жіночої збірної України з футболу.
- Онищук Володимир Володимирович — український шахіст, міжнародний гросмейстер.
- Пономаренко Віталій Анатолійович — український пауерліфтер, майстер спорту міжнародного класу, чемпіон та рекордсмен світу.

## Директори
- Попадинець Петро Володимирович — раніше від 2010 року[1] — січень 2018[2]
- Бойчук Павло Ярославович — з січня 2018 року

## Команди
- Тепловик-ДЮСШ-3
- Прикарпаття-ДЮСШ № 3